# Magnolia delavayi
Magnolia delavayi là một loài thực vật có hoa trong họ Magnoliaceae. Loài này được Franch. mô tả khoa học đầu tiên năm 1889.